# Olbiil Era Kelulau
Olbiil Era Kelulau (englisch Palau National Congress) ist das Parlament im Zweikammersystem von Palau. Der Name bedeutet in der Landessprache „Haus der besprochenen Entscheidungen“. Am 7. Oktober 2006 siedelte dieses von Koror in die neue Hauptstadt Ngerulmud.

## Lage
Auf einer Anhöhe, nahe der Ortschaft wurde das neue Regierungsgebäude von Palau erbaut. Der Kapitol-Komplex beinhaltet das eigentliche Parlamentsgebäude sowie Gebäude für die Exekutive und Judikative.

## Kammern

### Senat
Der Senat ist das Oberhaus des Kongress von Palau. Er hat 13 Mitglieder, die eine vierjährige Legislaturperiode absolvieren. Es existieren keine politische Parteien.
| Kandidat                       | Stimmen | Bemerkungen            |
| ------------------------------ | ------- | ---------------------- |
| Surangel Whipps Jr             | 5717    |                        |
| Elias Camsek Chin              | 5252    | Senatspräsident        |
| Raynold R Oilouch              | 5242    |                        |
| Mason Whipps                   | 4994    |                        |
| Mark U Rudimch                 | 4306    |                        |
| Hokkons Baules                 | 4279    |                        |
| Phillip Reklai                 | 4270    |                        |
| Mlib Tmetuchel                 | 3423    |                        |
| J Uduch Sengebau Senior        | 3419    |                        |
| Rukebai Inabo                  | 3256    |                        |
| Kathy Kesolei                  | 3192    |                        |
| Regis Akitaya                  | 3138    |                        |
| Greg Ngirmang                  | 3160    |                        |
| Sonstige Kandidaten            | 39159   | 22 weitere Bewerbungen |
| Total                          | 92807   |                        |
| Inoffizielle Quelle: Adam Carr |         |                        |

### Abgeordnetenhaus
Das Abgeordnetenhaus (englisch House of Delegates) ist das Unterhaus Palau’s und Teil des Kongress. Es ist ein Häuptlingsrat und hat 16 Mitglieder aus den administrativen Staaten. Sie absolvieren eine vierjährige Legislaturperiode und werden per Direktwahl in Wahlkreisen bestimmt. Landesweite Wahlen hierzu finden nicht statt. Die letzten Wahlen fanden 2012 statt, woran keine politischen Parteien, sondern nur unabhängige Kandidaten teilnahmen.